# Godło Vanuatu
Godło Vanuatu – jeden z symboli Vanuatu przyjęty 30 lipca 1980 roku.

## Opis
Godło przedstawia melanezyjskiego wojownika, na tle zwiniętego kła świni i dwóch skrzyżowanych liści sagowca Cycas seemannii. Poniżej znajduje się wstęga z napisem "Jesteśmy z Bogiem" w języku bislama.
Kieł symbolizuje dobrobyt. Zaokrąglony kieł jest uważany na Vanuatu za bardzo cenny. Liście są symbolem pokoju, a ich poszczególne listki (39) reprezentują liczbę członków parlamentu.
Godło zostało przyjęte 30 lipca 1980 roku.